# Ramsay (maison d'édition)
 (août 2025).
Pour les articles homonymes, voir Ramsay.
Ramsay est une maison d'édition française fondée par Jean-Pierre Ramsay, elle est intégrée dans le groupe Vilo depuis 1998. En 2018, le groupe Vilo change sa stratégie de communication pour devenir le groupe Ramsay. Ramsay est donc à la fois une société d'édition et le nom d'un groupe qui rassemble une quinzaine de marques d'édition.

## Histoire
Les éditions Ramsay sont fondées en 1976 sous la forme d'une SARL par Jean-Pierre Ramsay, qui les cède en 1982 à Gaumont. Elles se démarquent à la fin de l'année 1982 par la publication de la Bicyclette bleue, qui deviendra rapidement un best-seller. Après un long passage à vide et la menace que fait peser sur la maison d'édition le procès intenté en contrefaçon contre Régine Deforges par les ayants droit d’Autant en emporte le vent, elle est cédée aux éditions Régine Deforges. À la suite du dépôt de bilan et de la liquidation judiciaire des éditions Régine Deforges en 1992, les éditions Ramsay sont rachetées par les éditions Michel Lafon, puis en 1998 par le groupe Vilo.
En 1998 est créée la Société Nouvelle des Éditions Ramsay.
En 17 février 2004, elle est placée en redressement judiciaire.
Le 10 juillet 2014 est constituée la société Ramsay Editions.
Fin 2017, le groupe Vilo, auquel appartient Ramsay, est racheté par la Financière Monceau. En 2018, Ramsay devient la marque vitrine du groupe, désormais appelé Groupe Ramsay.
Le 1er janvier 2019,, Ramsay reprend l'éditeur solognot Editions CPE dont le dirigeant devient directeur littéraire de Ramsay.

## Succès d'édition
La maison publie des best-sellers dès ces premières années en s'imposant comme un acteur majeur de la littérature avec par exemple Le Pull-over rouge de Gilles Perrault en 1978, Sol Invictus (1939-1947) de Raymond Abellio en 1980, la Bicyclette bleue de Régine Deforges en 1981.
Au début des années 2000, Ramsay conforte sa réputation d'éditeur d'essais et documents d'actualité. Le début des années 2010 laisse entrevoir moins de succès. En 2014 un ouvrage sur le président Edgar Faure intitulé Edgar Faure, secrets d’État, secrets de famille, écrit par son petit-fils, Rodolphe Oppenheimer-Faure et Luc Corlouër marque le retour de Ramsay dans le livre document.
La littérature revient en 2019 avec la création d'une collection de littérature générale et d'une collection de thrillers. On note la présence d'auteurs réputés comme Alain Gerber, Edouard Brasey, Gérard Georges ainsi que l'auteure québécoise de best-sellers Chrystine Brouillet.